# II. Admiral der Ostsee
Der II. Admiral der Ostsee (II A.d.O.), auch 2. Admiral der Ostsee, später II. Admiral der Ostseestation war eine Kommandobehörde der deutschen Reichsmarine und der Kriegsmarine. Sie bestand von 1934 bis kurz vor Kriegsende und war der Marinestation der Ostsee unterstellt.

## Geschichte
Im Februar 1934 wurde aus der Schiffstammdivision der Ostsee in Kiel der II. Admiral der Ostsee gebildet. Später wurde er in den II. Admiral der Ostseestation umbenannt. Ab Januar 1943 hieß er wieder II. Admiral der Ostsee.
Dem II. Admiral der Ostsee bzw. II. Admiral der Ostseestation waren die Stamm-, Lehr- und Ersatzeinheiten im Ostseegebiet unterstellt. Diese waren mit ungeraden Nummern versehen.
Im April 1945 wurde der II. Admiral der Ostsee mit dem II. Admiral der Nordsee zusammengelegt und bildete den II. Admiral der Ostsee/Nordsee (II A.d.O/N).

## Gliederung
- 1. Schiffsstamm-Regiment
- 3. Schiffsstamm-Regiment
- 5. Schiffsstamm-Regiment
- 1. Marine-Lehr-Regiment
- 1. Marine-Ersatz-Regiment
- 3. Marine-Ersatz-Regiment

## II. Admiral der Ostsee/II. Admiral der Ostseestation
- Konteradmiral Max Bastian: von September 1934 bis Oktober 1935
- Konteradmiral Karlgeorg Schuster von September 1935 bis März 1938, vorher II. Admiral der Nordsee
- Konteradmiral Hermann Mootz von Januar 1939 bis August 1939
- Vizeadmiral Wolf von Trotha von September 1939 bis Dezember 1939
- Kapitän zur See/Konteradmiral/Vizeadmiral Kurt Slevogt von Dezember 1939 bis März 1943
- Konteradmiral Siegfried Sorge von April 1943 bis Januar 1945
- Vizeadmiral Helmuth Brinkmann von Januar 1945 bis April 1945

## II. Admiral der Ostsee/Nordsee
- Vizeadmiral Helmuth Brinkmann: von April 1945 bis Kriegsende, ehemaliger II. Admiral der Ostsee

## Chef des Stabes (Auswahl)
- Kapitän zur See Karl Coupette: von Februar 1934 bis Oktober 1935
- Kapitän zur See Karl Schüz: November 1936
- Kapitän zur See Helmut Leißner: von Mai 1937 bis September 1937
- Kapitän zur See Kurt Slevogt: von September 1937 bis Dezember 1939, anschließend II. Admiral der Ostsee
- Kapitän zur See Siegfried Sorge: von Dezember 1939 bis März 1943, anschließend II. Admiral der Ostsee
- Kapitän zur See Ernst Gruber: von Mai 1943 bis März 1945[2]

## Bekannte Personen (Auswahl)
- Oberkriegsgerichtsrat Christian von Hammerstein: von 1935 bis 1937
- Arzt Karl-Adalbert Kraft: von 1938 bis 1941
- Marinerichter Hans Filbinger: von Mai bis August 1943